# Каліскі (гміна Папротня)
Каліскі (пол. Kaliski) — село в Польщі, у гміні Папротня Седлецького повіту Мазовецького воєводства.
Населення — 59 особи (2021).
У 1975-1998 роках село належало до Седлецького воєводства.

## Демографія
Демографічна структура станом на 2021 рік:
|          | Загалом | Допрацездатний вік | Працездатний вік | Постпрацездатний вік |
| -------- | ------- | ------------------ | ---------------- | -------------------- |
| Чоловіки | 30      | 0                  | 19               | 11                   |
| Жінки    | 29      | 3                  | 20               | 6                    |
| Разом    | 59      | 3                  | 39               | 17                   |